# تعذيب وإساءة معاملة سجناء باغرام

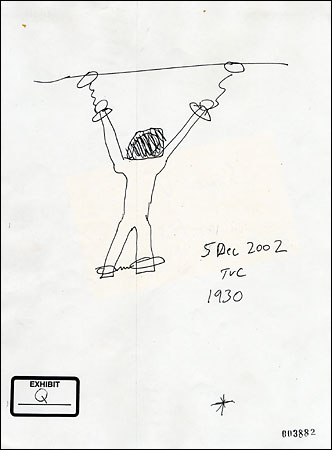

حصلت صحيفة نيويورك تايمز عام 2005 على تقرير تحقيق للجيش الأمريكي مكون من 2000 صفحة يتعلق بقتل سجينين مدنيين عُزّل من أفغانستان على يد أفراد الجيش الأمريكي في ديسمبر 2002 في مرفق الاحتجاز الميداني في باغرام (نقطة تجمع باغرام  أو B.C.P.)، أفغانستان والمعاملة العامة للسجناء. قُيد السجينان حبيب الله وديلاوار، مرارًا وتكرارًا بالسقف وضُربا، مما أدى إلى وفاتهما.  قضى المحققون العسكريون أن وفاة السجنين كانت جرائم قتل، وكشف تشريح الجثة عن أذية حادة في ساقي السجينين، وصفت بأنها تضاهي الدهس بحافلة، واتهم سبعة جنود بذلك عام 2005.

## الموقع
وقعت أعمال التعذيب والقتل المزعومة في مركز الاعتقال العسكري المعروف بمرفق الاحتجاز الميداني في باغرام، الذي بناه السوفييت كمتجر لآلات الطائرة أثناء الغزو السوفيتي لأفغانستان (1980-1989). يعد هذا المركز، وهو خرسانة من الإسمنت والصفائح المعدنية تم تعديلها وتزويدها بقضبان حديدية وزنزانات معزولة خشبيًا، وهي جزء من قاعدة باغرام الجوية في مدينة باغرام القديمة بالقرب من شاريكار في بارفان بأفغانستان.

## المعتقلين
أعلن الجيش الأمريكي في يناير 2010، عن أسماء 645 معتقلاً كانوا معتقلين في مركز الاعتقال الرئيسي في باغرام، معدلًا موقفه الثابت منذ فترة طويلة ضد نشر معلومات مثل هذه. كان هذا امتثالًا لدعوى قانون حرية المعلومات المرفوعة في سبتمبر 2009 من قبل الاتحاد الأمريكي للحريات المدنية، الذي طلب محاموه أيضًا بمعلومات مفصلة حول الظروف والقواعد والأنظمة في المركز.

## الضحايا

### حبيب الله
توفي حبيب الله في 4 ديسمبر عام 2002. ضرب عدد من الجنود الأمريكيين الرجل المقيد بالسلاسل بضربات تسمى ضربات شظوية، وهي ضربات حادة على جانب الساق فوق الركبة تسبب عجز الساق بضرب العصب الشَّظوي الأَصلي. وفقًا لصحيفة نيويورك تايمز:
بحلول 3 ديسمبر، بدا أن سمعة السيد حبيب الله بالتحدي جعلته هدفًا مفتوحًا. تلقى ما لا يقل عن 9 ضربات شظوية من شرطيين عسكريين لكونه «غير ملتزم وعدائي»
... عندما رأى الرقيب جيمس ب. بولاند السيد حبيب الله في 3 ديسمبر، كان في إحدى الزنزانات الانفرادية، مربوطًا بالسقف بمجموعتين من الأصفاد وسلسلة حول وسطه.
كان جسده مرتخيًا إلى الأمام ومقيدًا بالسلاسل.  دخل الرقيب بولاند... إلى الزنزانة [مع المتخصصين أنتوني مودن وبراين إي. كامماك]

... ضُرب السجين بحدة في الفخذ، «عدة مرات ربما»، فتأرجح جسد السيد حبيب الله ذهابا وإيابا في السلاسل.
عندما وصل المسعفون، وجدوا حبيب الله ميتاً.

### ديلاوار
كان ديلاوار؛ الذي توفي في 10 ديسمبر 2002، سائق تاكسي ومزارع أفغاني يبلغ من العمر 22 عامًا بلغ وزنه 122 رطلًا، ووصفه مترجموه الشفويون بأنه غير عنيف ولا عدواني.
كان يصرخ مرارًا عند ضربه "الله!"، وبدا أن الضجة التي أحدثها الصراخ أمتعت أفراد الجيش الأمريكي، وأصبحت عملية ضربه لإثارة صرخة "الله!" مزحة متداولة، وفقًا لأحد عناصر الشرطة العسكرية: "استمر الجنود في الظهور وضرب المعتقل بضربات شظوية فقط لسماعه يصرخ" الله ". "استمر الأمر لمدة 24 ساعة، وأعتقد أنه تلقى أكثر من 100 ضربة".

ذكرت صحيفة التايمز أنه:
في يوم وفاته، كان ديلاوار معلقًا بالسلاسل من معصميه إلى سقف زنزانته طوال الأيام الأربعة السابقة لوفاته.
حاول أحد الحراس إجبار الشاب على الركوع. لكن ساقيه اللتين تعرضتا للضرب لعدة أيام، لم تكن قادرة على الانحناء.
أخبر محقق السيد ديلاوار أنه يمكن أن يرى طبيبًا بعد انتهاءه منه. عندما أُعيد إلى زنزانته، تلقى الحراس تعليمات بإعادة تقيده إلى السقف فقط.

ونقل أحد الحراس عن الجندي كلوز قوله «اتركه معلقًا». مرت عدة ساعات قبل أن يرى طبيب غرفة الطوارئ أخيرًا السيد ديلاوار. بحلول ذلك الوقت كان قد مات، وبدأ جسده يتصلب.
مرت عدة أشهر قبل أن يعلم محققو الجيش تفاصيل مروعة أخيرة: فقد اعتقد معظم المحققين أن السيد ديلاوار كان رجلاً بريئًا قاد ببساطة سيارته الأجرة عبر القاعدة الأمريكية في وقت خاطئ.
ادعى الفيلم الوثائقي «تاكسي إلى الجانب المظلم» (2007)، من إخراج المخرج الأمريكي أليكس غيبني، أن ديلاوار أُسر أثناء القيادة عبر أراضي الميليشيات، ولم يتجاوز قاعدة باجرام الجوية. بل أوقفته الميليشيات عند حاجز على الطريق وسلمته إلى الجيش الأمريكي مقابل مكافأة مالية، مدعية أنه إرهابي.

### الدكتورة عافية صديقي/ السيجينة رقم 650
الدكتور عافية صديقي، مواطنة باكستانية تلقت تعليمها في الولايات المتحدة كطبيبة أعصاب، اشتبهت بمحاولة اعتداء وقتل أفراد أمريكيين في أفغانستان. اختفت عام 2003 مع أطفالها الثلاث، وزُعم أنها احتُجزت لمدة خمس سنوات في باغرام مع أطفالها؛ وكانت السجينة الوحيدة. كانت معروفة للمعتقلين الذكور باسم "السجين رقم 650". ولقبتها وسائل الإعلام ب"ماتا هاري من تنظيم القاعدة" أو "سيدة باغرام الرمادية". "تقول إيفون ريدلي أن صديقي هي" السيدة الرمادية في باغرام "- وهي معتقلة شبحية، أبقت السجناء مستيقظين" بتنهداتها المؤرقة وصراخها الثاقبة ".
حوكمت عافية صديقي عام 2008 في محكمة المقاطعة الاتحادية في مانهاتن بتهمة الإرهاب. استنكرت محاكمة عام 2008 قائلةً: «(الطعن سيكون) مضيعة للوقت. أني أناشد الله.» ووفقًا للتقارير، تم نقل أحمد (ابن الدكتور عافية) البالغ من العمر 12 عامًا إلى خالته فوزية صديقي في سبتمبر 2008 بعد احتجازه لسنوات مع والدته في قاعدة عسكرية أمريكية في أفغانستان. في وقت لاحق، تُركت فتاة صغيرة تدعى فاطمة أمام منزل أخت صديقي، تطابق الحمض النووي للفتاة مع أحمد (نجل الدكتور عافية). انتقد السناتور الباكستاني طلحة محمود، رئيس اللجنة الدائمة للداخلية بمجلس الشيوخ الباكستاني، الولايات المتحدة لإبقائها الطفلة في سجن عسكري في غرفة باردة ومظلمة لمدة سبع سنوات. وبقي مصير ابن صديقي الثالث غير معروف.

### بنيام محمد
هاجر محمد إلى المملكة المتحدة من إثيوبيا عام 1994 وطلب اللجوء.  اعتنق الإسلام عام 2001 وسافر إلى باكستان، ومن ثم إلى أفغانستان، لمعرفة ما إذا كانت أفغانستان التي تديرها طالبان «دولة إسلامية جيدة». اعتقدت السلطات الأمريكية أنه كان انتحاريًا محتملًا، قاتل إلى جانب طالبان في أفغانستان. اعتقله مسؤولو الهجرة الباكستانيون في المطار في أبريل 2002 قبل عودته إلى المملكة المتحدة. قال محمد إن المسؤولين استخدموا الأدلة التي حصلوا من تعذيبه في مواقع في باكستان والمغرب وأفغانستان بين عامي 2002 و 2004 قبل «تسليمه سراً» إلى معتقل خليج غوانتانامو الأمريكي في كوبا.
أسقطت الولايات المتحدة في أكتوبر 2008 جميع التهم الموجهة إليه. وذكر أن محمد كان مريضًا جدًا نتيجة إضرابه عن الطعام في الأسابيع التي سبقت إطلاق سراحه. في فبراير 2009، أجرى معزام بيج مقابلة مع محمد، وهو معتقل سابق في باغرام ومؤسس كيج بريسونرز، وهي منظمة لمساعدة المعتقلين المفرج عنهم. حدد محمد صورة الدكتورة عافية صديقي وهي المرأة التي شاهدها هو والمعتقلين الذكور في باغرام، والمعروفة باسم «السجين رقم 650».

### المعتقلون الآخرون
ووصف محمد سليمان بري، وهو لاجئ صومالي كان يعمل في شركة لتحويل الأموال، استجوابه في باغرام بأنه «تعذيب». قال باري إنه قُبض عليه وألقي في غرفة الاستجواب وعندما لم يعترف بادعاء كاذب، وضع في غرفة منفردة أُبقيت بدرجة حرارة شديدة البرودة لعدة أسابيع وحُرم من حصص الطعام الكافية خلال هذه الفترة. نتيجة لهذا المعاملة، تضخمت يديه ورجليه، مسببةً له ألمًا شديدًا لدرجة أنه لم يستطع الوقوف.

زعم زلماي شاه وهو مواطن أفغاني، أنه تعرض لسوء المعاملة أثناء احتجازه في قاعدة باغرام الجوية. تضمن مقال نُشر في عدد 2 مايو 2007 في صحيفة The New Republic مقتطفات من مقابلة مع زلماي شاه. وقال إنه تعاون في البداية بشكل وثيق مع الأميركيين، وعمل مع أمريكي كان يعرفه فقط باسم «توني» في ملاحقة أعضاء سابقين في طالبان. وفقًا للمقال:
أثناء تسليم رجل مطلوب إلى حجز الولايات المتحدة، قُبض على شاه نفسه وغُطي رأسه وقيّد بالأغلال وجرد من ملابسه. أغلق الجنود فمه بشريط لاصق، ولم يسمحوا له ببصق السعوط (دقيق التبغ) الذي كان يمضغه. حرمه سجانوه لمدة ثلاثة أيام في باغرام من الطعام، دافع شاه طوال الوقت عن براءته وذكر الأميركيين بصداقته مع «توني». أُفرج عن زلماي شاه في النهاية.  وقال: إن الأميركيين يستمرون في طلب تعاونه، لكنه يرفض ذلك الآن.

وهناك آخرين منهم محمد سليم ومعظّم بيك.